# Groninger Raarekiek
De Groninger Raarekiek was een patriottistische pamflettenreeks tegen de regentenklasse in de stad Groningen en de Groninger Ommelanden. De pamfletten verschenen onregelmatig in vijf of zes afleveringen tussen 1775 en 1784. De pamfletten tornden op satirische wijze aan het gezag van de Groninger regenten. Vooral Antony Adriaan van Iddekinge (1711- 1789), burgemeester van Groningen, moest het ontgelden.